# 随身

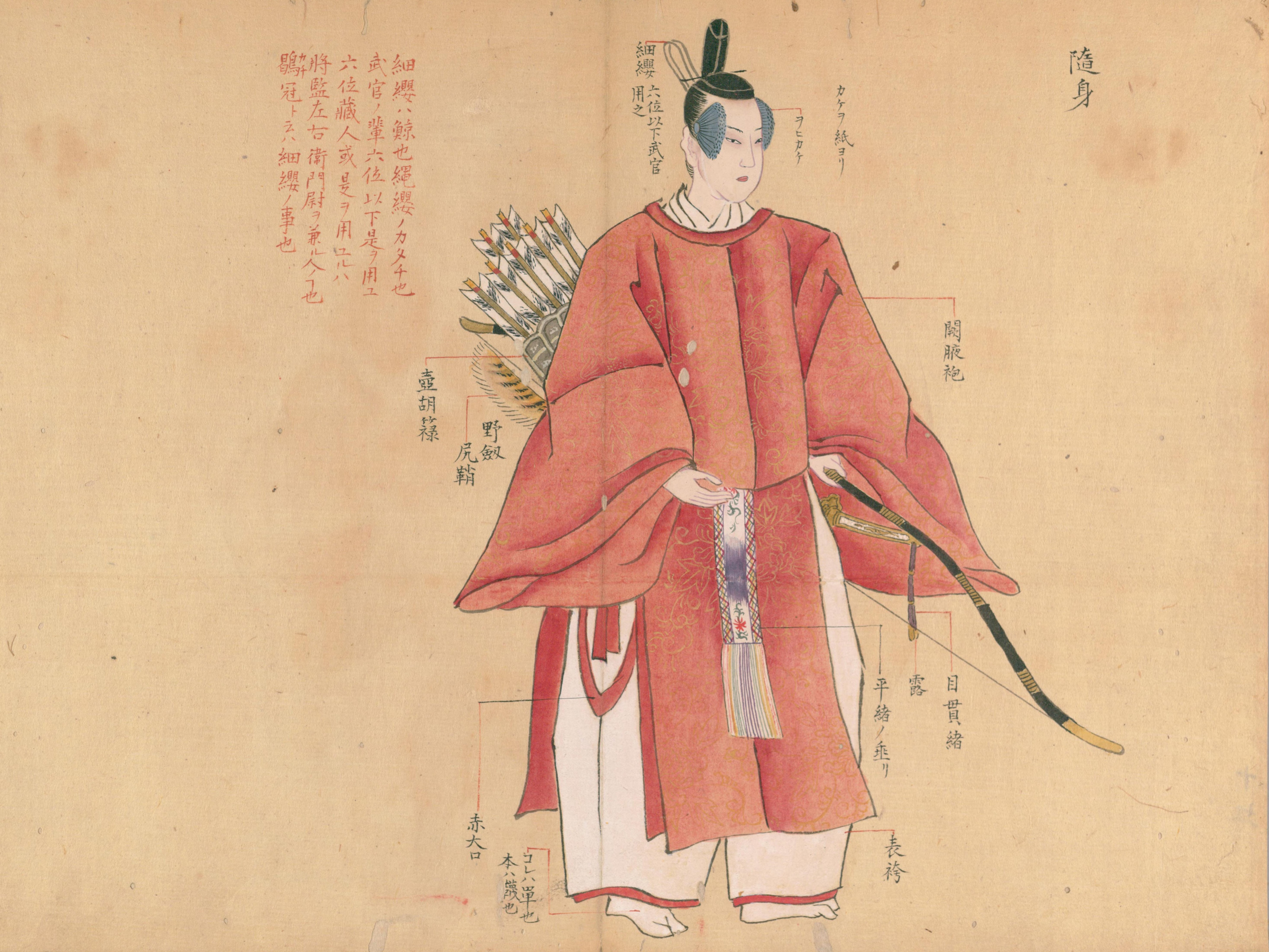
『装束着用之図』（国立国会図書館蔵）より、「随身」（前）の図。

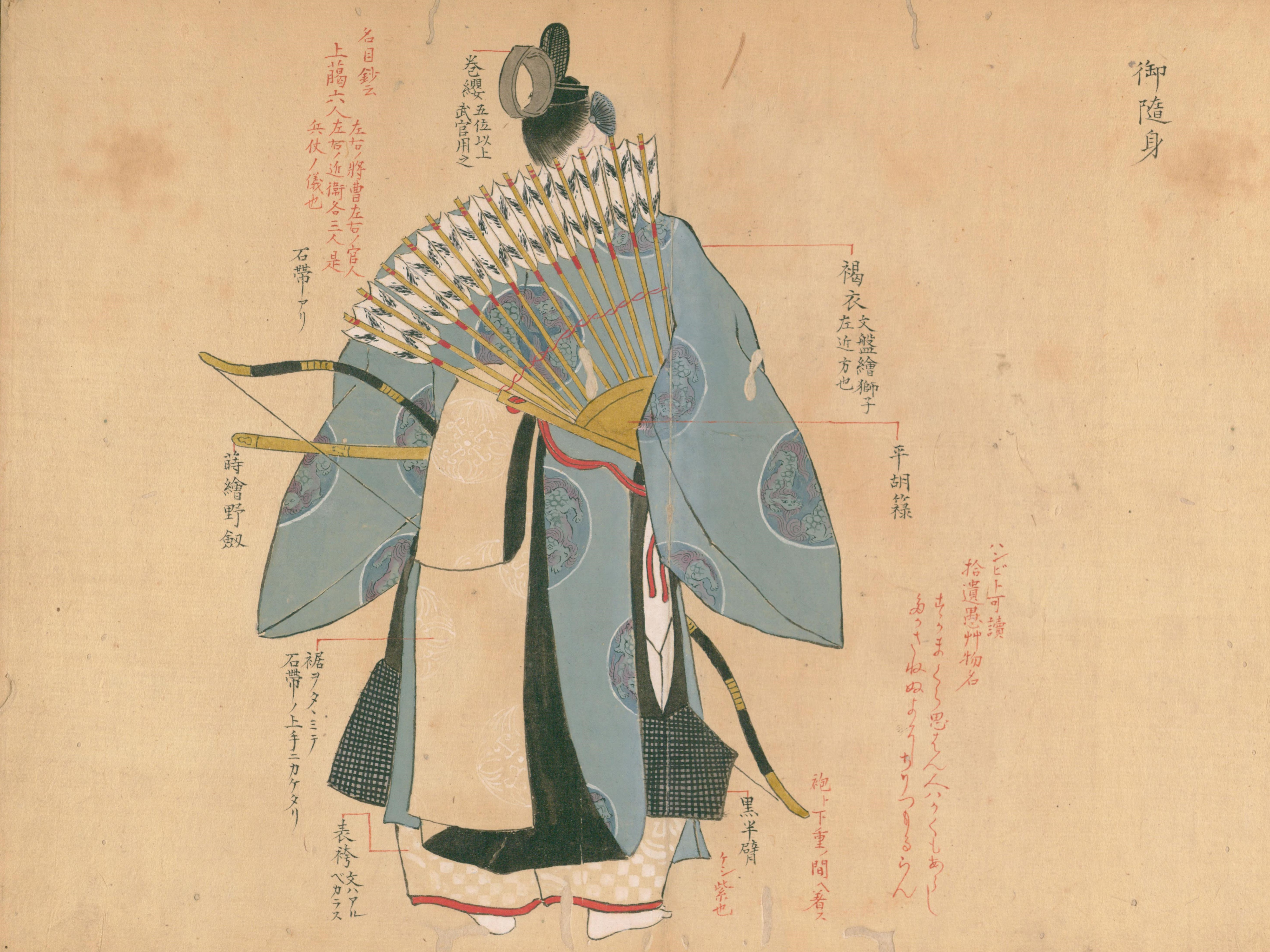
『装束着用之図』（国立国会図書館蔵）より、「御随身」（後）の図。

随身（ずいじん）とは、平安時代以降、貴族の外出時に警護のために随従した近衛府の官人。令外官。

## 役職
随身とは、左右近衛府の舎人、すなわち将曹・府生・番長・近衛などで、上皇・法皇、摂政・関白をはじめ、近衛府の大将・中将・少将や、衛府・兵衛の長官や次官などに付き従い、その警護する者である。当初は衛府の高官の警護という、衛府の官人として本来の職務だったが、時代が下ると特に摂関に対しては特別の勅許をもって「聴される」一種の優遇と化して行き、この例が他の貴族階級にまで広がり発展していった。また摂関の随身にはさらに別勅をもって実戦で使うための兵仗、つまり弓や矢などの武器を併せて賜わったことから、兵仗（ひょうじょう）は次第に随身の別表現として定着していった。後代になると「帯剣」や「牛車」などと同様に、「随身・兵仗」はひとつのセットとして摂関をはじめとする廟堂の顕官に対して「聴される」特権の一つとなった。
上皇の随身は特に御随身（ごずいしん）と尊称した。また中少将や衛門・兵衛佐など本府随身の他に召し使うものを小随身（しょうずいしん）、近衛府に属さないで個人が召し出すものを散所随身（さんじょずいしん）といった。
摂関の随身は変遷を経た後、藤原頼通以後、左右近衛府生各1、近衛各4、計10人が定着した。一方上皇の随身は、朱雀・円融両上皇の場合、左右近衛番長各1、近衛各4、計10人だが、後には左右近衛将曹・府生・番長各1、近衛各4、計14人を定員とした。その他、大臣大将は8人（府生1、番長1、近衛6）、大納言大将6人（番長1、近衛5）、中納言中将から少将は衛府長1に小随身2または4だった。
随身は朝廷に属する官人だったが、職務の性質上彼らが警護を担当とする主との人的関係が緊密であり、その関係が私的で主従的なものへと転化しがちだった。その傾向は摂関政治から院政下において強まり、随身は摂関家や院の家人と化すようになり、これに伴って世襲化も進んだ。この時代に随身の家柄は下毛野・秦・中臣などの数氏に固定するようになり、近衛府から事実上独立した存在となった。さらに院政期においては院司の一部として院の家政をも担当するようになった。

### 著名な随身
- 壬生忠岑 - 平安時代、藤原定国の随身。『大和物語』に登場。
- 下毛野公時 - 平安時代、藤原道長の随身。童話「金太郎」のモデルといわれる。
- 下毛野公忠 - 平安時代、藤原頼通の随身。
- 秦公春 - 平安時代、藤原頼長の随身。
- 秦重躬 - 鎌倉時代、後宇多上皇の随身。『徒然草』に登場。

## 神道
日本の神道において、神を守る者として安置される随身姿の像のことも「随身」といい、この場合は随神とも書かれる。門守神（かどもりのかみ）、看督長（かどのおさ）、矢大神・左大神とも言う。神社の門のうち、門の左右に随身を安置した門のことを随身門・随神門（ずいしんもん）と呼ぶこともある。

## 補注
1. ↑  これに対して儀式で使う以外に実用性のないものを儀仗といった。